# Утка (приток Волги)
Утка (тат. Үтәк) — река в России, протекает по Старомайнскому, Спасскому и Алькеевскому районам Ульяновской области и Татарстану. Левый приток Волги.
Длина реки — 50 км, площадь водосборного бассейна — 697 км².
Исток расположен у д. Катюшино в Алькеевском районе (РТ). Впадает в Берёзовский залив Куйбышевского водохранилища на 1685 км от устья.
Значимых притоков не имеет, кроме речки Ясачки. Бо́льшую часть пути протекает по лесному массиву в Старомайнском районе (Ульяновская область), где русло почти теряется на местности.
Бассейн реки слабо заселён. Населённые пункты на реке — с. Жедяевка, с. Айбаши, с. Кокрять, Кузнечиха. На Утке стоял древний город Сувар.
Утка богата рыбой. В реке водятся щука, окунь, сазан, карп, карась, лещ, густера, елец, плотва, ерш, линь, уклейка (синтя), верховка.

## Данные водного реестра
По данным государственного водного реестра России относится к Нижневолжскому бассейновому округу, водохозяйственный участок реки — Куйбышевского водохранилища от посёлка городского типа Камское Устье до Куйбышевского гидроузла, без реки Большой Черемшан. Речной бассейн реки — Волга от верхнего Куйбышевского водохранилища до впадения в Каспий.
Код объекта в государственном водном реестре — 11010000512112100004574.